# پارک ملی ژامینا
پارک ملی ژامینا (به لاتین: Zahamena National Park) یک پارک ملی در ماداگاسکار است.